# Valentine Rugwabiza

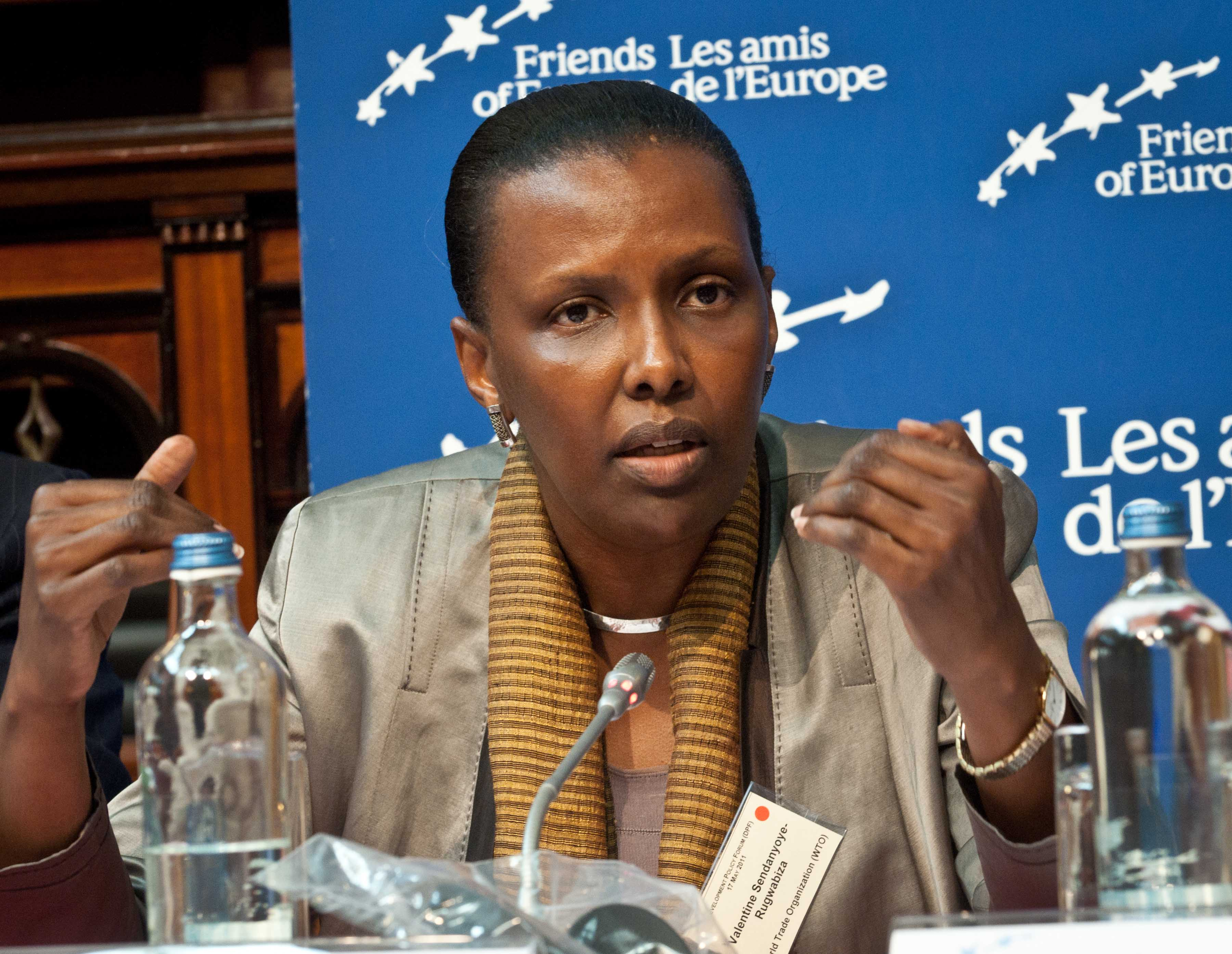
Valentine Rugwabiza, 2011

Valentine Sendanyoye Rugwabiza (* 25. Juli 1963) ist eine ruandische Diplomatin und Politikerin, die Ministerin war und zwischen 2016 und 2022 Ständige Vertreterin und Botschafterin bei den Vereinten Nationen in New York City war. Seit 2022 ist sie Sonderbeauftragten und Leiterin der Multidimensionalen Integrierten Stabilisierungsmission der Vereinten Nationen in der Zentralafrikanischen Republik MINUSCA (United Nations Multidimensional Integrated Stabilization Mission in the Central African Republic).

## Leben
Valentine Sendanyoye Rugwabiza absolvierte nach dem Schulbesuch ein Studium an der Université nationale du Zaïre (UNAZA), das sie sowohl mit einem Bachelor of Science (B.Sc.) und einem Master of Science (M.Sc.) abschloss. Sie trat danach in den diplomatischen Dienst ein und war unter anderem bis 2005 Ständige Vertreterin und Botschafterin bei den Vereinten Nationen in Genf sowie zugleich Botschafterin in der Schweiz. Im Anschluss war sie zwischen 2005 und 2013 stellvertretende Generaldirektorin der in Genf ansässigen Welthandelsorganisation (WTO). Nach ihrer Rückkehr nach Ruanda wurde sie 2013 Leiterin der Entwicklungsbehörde und gehörte in dieser Funktion bis 2014 der Regierung von Premierministerin Pierre Habumuremyi an. In der darauf folgenden Regierung von Premierminister Anastase Murekezi war sie vom 24. Juli 2014 bis November 2016 Ministerin für die Ostafrikanische Gemeinschaft.
2016 wurde Valentine Rugwabiza zur Ständigen Vertreterin und Botschafterin bei den Vereinten Nationen in New York City und übergab am 11. November 2016 ihr Akkreditierungsschreiben an UN-Generalsekretär Ban Ki-moon. 
Ban Ki-moons Nachfolger als Generalsekretär der Vereinten Nationen, António Guterres, gab am 23. Februar 2022 die Ernennung von Valentine Rugwabiza zu dessen neuen Sonderbeauftragten und Leiterin der Multidimensionalen Integrierten Stabilisierungsmission der Vereinten Nationen in der Zentralafrikanischen Republik MINUSCA (United Nations Multidimensional Integrated Stabilization Mission in the Central African Republic) bekannt. Sie trat damit die Nachfolge von Mankeur Ndiaye aus Senegal an, der die MINUSCA seit 2019 leitete. Die Zentralafrikanische Republik befand sich in einer turbulenten und kritischen Zeit in ihrer Geschichte, in der die MINUSCA maßgeblich an der umfassenden Unterstützung der Parlamentswahlen 2020 bis 2021 beteiligt war.
Valentine Rugwabiza ist verheiratet und spricht Englisch, Französisch, Kisuaheli und Kinyarwanda.